# NGC 5005
NGC 5005 is een balkspiraalstelsel in het sterrenbeeld Jachthonden. Het hemelobject werd op 1 mei 1785 ontdekt door de Duits-Britse astronoom William Herschel.

## Synoniemen
- UGC 8256
- MCG 6-29-52
- ZWG 189.35
- PGC 45749
- IRAS13086+3719